# صوتيات سلبية
الصوتيات السلبية هي عملية الاستماع للأصوات، غالبًا بترددات محددة أو لأغراض تحليلات محددة. يتم استخدامه غالبًا للمراقبة الصوتية السلبية (PAM)، وهي عملية تسجيل أصوات الحيوانات والبيئة من خلال استخدام أجهزة استشعار صوتية لغرض تتبع الحيوانات والإجابة على أسئلة بيئية أخرى.
برزت هذه كطريقة قيمة لمجموعة متنوعة من الاستفسارات المتعلقة بالحفاظ على البيئة، والبيئة التطبيقية والسلوكية، والتنوع البيولوجي.  تتوفر مجموعة متنوعة من الأدوات والآلات للمراقبة في البيئات الأرضية والمائية. تعتبر هذه الطريقة للمراقبة البيئية ذات قيمة خاصة للأنواع التي تصدر أصواتًا ويصعب مراقبتها بصريًا.  كما يسمح الرصد الصوتي السلبي بالمراقبة عبر المقاييس المكانية والزمانية التي لم تكن مرئية من قبل بسبب قيود جمع البيانات. 
كما تطبق على الصوتيات تحت الماء، يمكن استخدام الصوتيات السلبية للاستماع إلى الانفجارات تحت الماء، والزلازل، والانفجارات البركانية، والأصوات التي تنتجها الأسماك والحيوانات البحرية الأخرى، ونشاط السفن أو معدات الكشف المائية (كما هو الحال في الصوتيات المائية لتتبع الأسماك).